# Celles-en-Bassigny

Celles-en-Bassigny este o comună în departamentul Haute-Marne din nord-estul Franței. În 2009 avea o populație de 74 de locuitori.

## Evoluția populației
| An        | 1975 | 1982 | 1990 | 1999 | 2006 | 2009 |
| --------- | ---- | ---- | ---- | ---- | ---- | ---- |
| Populație | 91   | 83   | 84   | 81   | 77   | 74   |